# 전국대학생연합
전국대학생연합촛불집회(약칭 전대연)은 공정과 정의사회 구현을 주장하고, 조국 법무부 장관에 대한 퇴진을 촉구하는 대학생 중심으로 시작한 단체이다.

## 연혁
- 2019.09.26 설립
- 2019.10.03 1차 조국 퇴진 집회
- 2019.10.12 2자 조국 퇴진 집회
- 2019.10.13 단장 선출
- 2019.10.16 기자회견

## 주요 활동
- 2019.10.03 전국 대학생 연합 촛불집회
- 2019.10.12 전국 대학생 연합 촛불집회